# Supercoupe du Brésil féminine de football
La Supercoupe du Brésil féminine de football est une compétition de football, organisée pour la première fois en 2022 au Brésil.

## Histoire
La Confédération brésilienne de football annonce le 4 février 2022 la mise en place de la compétition, la première édition a lieu du 6 au 13 février 2022. Initialement prévue pour toutes les équipes de Serie A1, la compétition a été réduite à 8 équipes pour des raisons d'organisation. La finale se dispute trois jours avant la nouvelle saison du championnat féminin.

## Format
Les huit équipes sont choisies parmi les douze clubs de Serie A1 et les quatre premiers de deuxième division (Serie A2), en prenant un seul club par État, éventuellement l'État le mieux classé au classement des clubs féminins par État du Brésil peut avoir une deuxième place.
Les participants se retrouvent dans un tournoi à élimination directe avec un seul match par tour. La compétition commence au stade des quarts de finale, puis les demi-finales et une finale sur un match. Le club de l'État le mieux classé au classement des clubs féminins par État du Brésil joue à domicile. En cas d'égalité après le temps réglementaire une séance de tirs au but a lieu.
À partir de 2026, avec le retour de la Coupe du Brésil féminine en 2025, la Supercoupe se jouera sur un seul match entre le champion et le vainqueur de la Coupe.

## Palmarès
| Année | Vainqueur      | Score     | Finaliste      |
| 2022  | SC Corinthians | 1-0       | Grêmio         |
| 2023  | SC Corinthians | 4-1       | Flamengo       |
| 2024  | SC Corinthians | 1-0       | Cruzeiro       |
| 2025  | Sao Paulo FC   | 0-0 (4-3) | SC Corinthians |